# Aparan
Aparan (en arménien : Ապարան) aussi connue comme Abaran, est une ville d'Arménie située dans le marz d'Aragatsotn. Elle est peuplée d'Arméniens, comptant 6 591 habitants en 2009. La ville a été appelée le Coup Aparan (Բաշ Ապարան) jusqu'à 1935. Les habitants d'Aparan, connus comme Aparantsi (Ապարանցի), font l'objet de beaucoup de plaisanteries en Arménie.

## Histoire
Le village fut le site de la célèbre bataille d'Abaran contre l'armée turque le 21 mai 1918 pendant la campagne du Caucase de la Première Guerre mondiale. Un monument commémoratif a été érigé juste au nord de la ville.

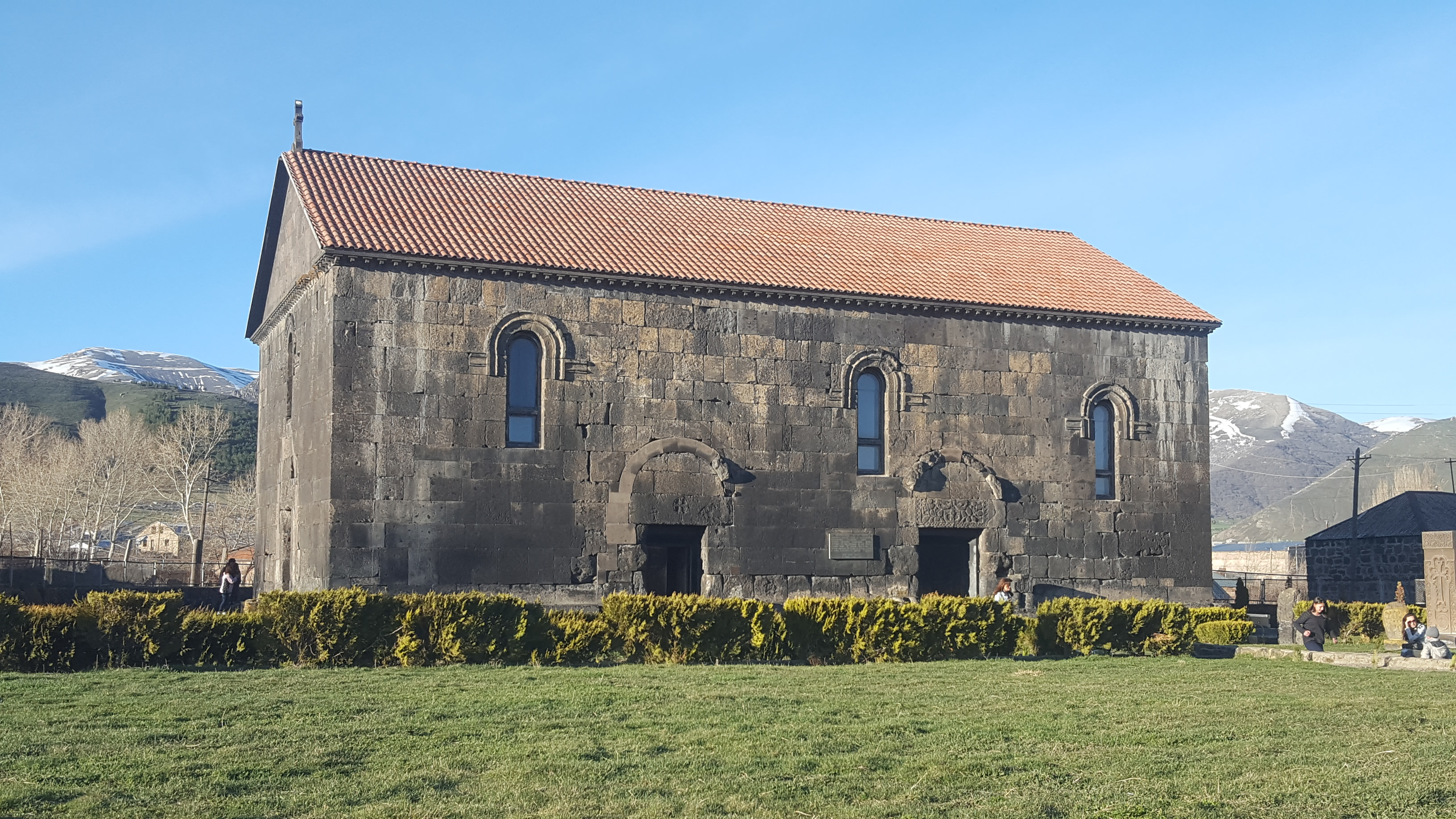
Basilique Kasagh en 2016

La Basilique Kasagh du IVe siècle-Ve siècle, église primitive mononef est située dans la ville d'Aparan.

## Monuments

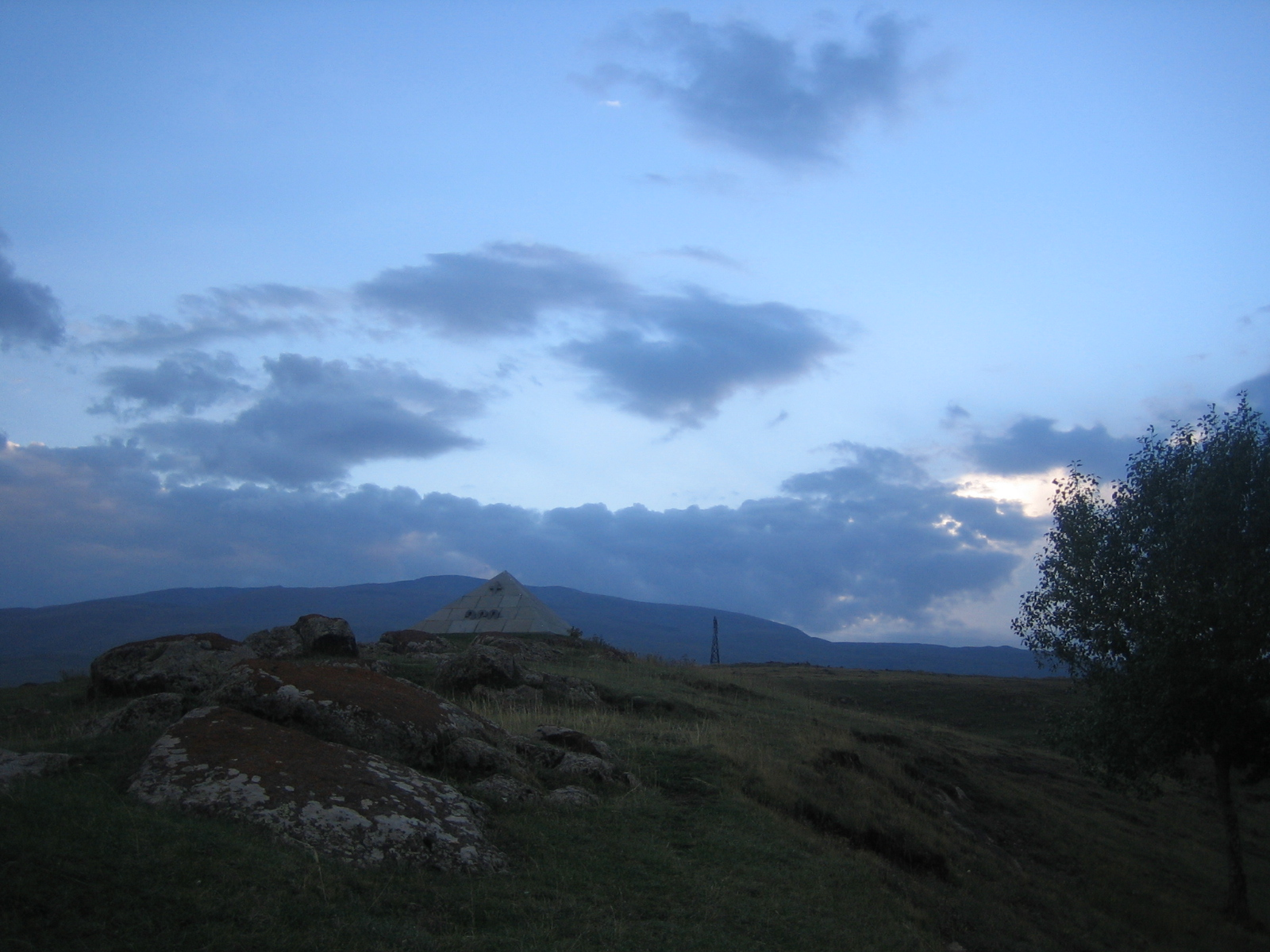
Monument du Général Dro.

- Monument commémorant la bataille contre les Turcs.

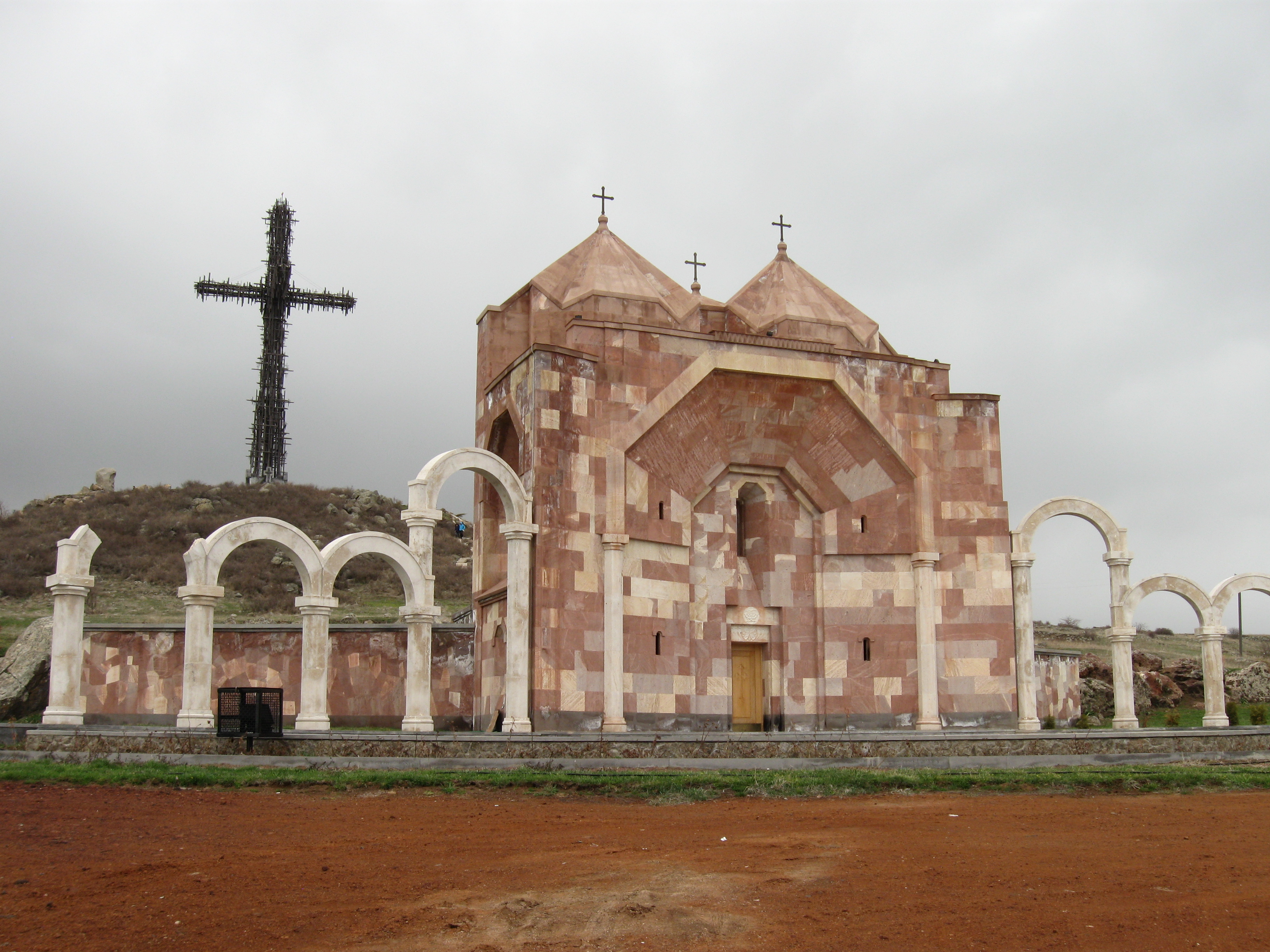
Croix d'Aparan

- Mausolée du Général Dro.